# アメリカ合衆国の政党
アメリカ合衆国の政党（アメリカがっしゅうこくのせいとう）では、アメリカ合衆国の政党の特色、一覧などについて述べる。

## 特色

### 党員
アメリカ合衆国の政党は他国の政党と比較して非常にゆるやかなグループである。一般に党員の義務や資格審査は存在せず、選挙を管理する州当局に届けを出すだけで党員とみなされる。党の固定支持層のほとんどが党員であるばかりでなく、レーガン・デモクラットのように、多数の党員が対立党候補に投票する現象も時折おこる。
2004年の時点で、7200万人が民主党、5500万人が共和党に登録しており、4200万人が無所属もしくは何らかの第3党（小政党）に登録している。

### 党組織
通常時には党の組織的活動はほとんどみられず（院内会派の活動はあるが、これも他国と比べると拘束力が小さい）、各選挙ごとに党の委員会が結成されて活動する。党の全国委員会が地方の活動に干渉することもほとんどないので各議員の立場の独立性が非常に強い。そのため党議拘束などは原則的におこなわれず、採決の際には賛否双方に両党議員がつくことが常態である。党の性格も必ずしも一様でなく、一般にはリベラルであるとされる民主党がフランクリン・ルーズベルト時代以前からの保守的伝統を保持している地域もある。
また、民主・共和両党には全国委員長という政党代表（党首）に相当するポストが存在するものの、大統領選挙では、これとは別個にその党の大統領候補者を予備選挙などで選出する。したがって全国委員長が大統領候補者になることは基本的になく、あくまで座長や裏方的な存在であり、他国の一般的な政党党首とは全く異なる。

### 二大政党制
全ての連邦議員選挙とほとんどの地方選挙では単記非移譲式の小選挙区制、大統領選挙ではほとんどの州で勝者総取り方式が採用されているために中小政党からの政治家輩出が困難である一方、党執行部とつながりのない新人候補に対しても予備選挙参入のハードルが低く、そこで勝利すれば党公認を得られることが多いため、有望な政治家志望者のほとんどは二大政党からの出馬を志向する。この結果、二大政党からしか大統領は選出されておらず、また連邦議会の議員、州知事、州議会議員、大都市の市長などもほとんどが二大政党のいずれかに属している。アメリカは二大政党制の典型例とされることが多い。
一方、二大政党以外の党を指して第3党 (Third party) とよぶ。これらの党はかならずしも第3位の勢力というわけではなく、文字通りの“第3の党”である。大統領選挙では州ごとに参入要件が定められており、大規模な第3党でも全ての州で大統領選挙での投票を認められることは困難である。大統領選挙勝利の前提として過半数（270）の選挙人候補を擁立できる第3党も僅かである。近年では第3党が一般選挙で選挙人を獲得した例はない。

## 政党一覧

### 現在の二大政党
19世紀後半以降の二大政党は以下の2党である。
- 民主党（1828年頃成立）
- 共和党（1854年成立）

結党当初は民主党が保守派、共和党が進歩派に位置付けられていたが、20世紀始めに逆転している。

### 現在の第3党

#### 10万人以上の党員を有する党
- アメリカ緑の党 （現在の組織体系は2001年成立）
- リバタリアン党 （1971年成立）

#### 10万人未満7万5千人以上の党員を有する党
- 立憲党 （1991年に成立した旧・アメリカ納税者党（U.S. Taxpayers' Party）を改組し1999年成立)）

#### その他の群小政党
- 公正党（英語版）（2011年成立）
- 自然法党
- アメリカ改革党
- アメリカ共産党
- アラスカ独立党（英語版）
- アメリカ第一党 (2002年)（英語版）, 改革党分派（2002年）
- アメリカ遺産党（英語版）
- アメリカ独立党
- 国家社会主義白人党（旧アメリカ・ナチ党）
- アメリカ改革党, 改革党分派（1997年）
- ボストン茶会 (政党) w:Boston Tea Party (political party)，リバタリアン分派
- ニューヨーク州保守党（英語版）
- 自由社会党 (アメリカ) w:Freedom Socialist Party
- 草の根党 (アメリカ) w:Grassroots Party
- ミネソタ独立党 w:Independence Party of Minnesota
- 独立アメリカ党 w:Independent American Party
- 労働党 (アメリカ) （類似名の党派が複数）w:Labor Party (United States)
- ニューヨーク自由党 w:Liberal Party of New York
- 新党 (アメリカ) w:New Party (United States)
- プエルトリコ新進歩党 w:New Progressive Party of Puerto Rico
- 新連邦党 (アメリカ) w:New Union Party
- 平和自由党 (アメリカ) w:Peace and Freedom Party
- プエルトリコ国民民主党 w:Popular Democratic Party of Puerto Rico
- バーモント進歩党
- 禁酒党
- プエルトリコ独立党
- アラスカ共和穏健党 w:Republican Moderate Party of Alaska
- アメリカ革命的共産党 w:Revolutionary Communist Party, USA
- 社会主義行動 (アメリカ) w:Socialist Action (U.S.)
- 社会主義オルタナティブ (アメリカ) w:Socialist Alternative (US)
- 社会主義解放党
- 社会平等党 (アメリカ) w:Socialist Equality Party (United States)
- アメリカ社会主義労働党 w:Socialist Labor Party of America
- アメリカ合衆国社会党
- 社会主義労働者党 (アメリカ合衆国) w:Socialist Workers Party (United States)
- 南部党 (アメリカ) w:Southern Party
- アメリカ南部独立党 w:Southern Independence Party
- スパルタクス団 (アメリカ) Spartacist League
- 労働世界党 (アメリカ) w:Workers World Party
- 労働家族党 (アメリカ) w:Working Families Party
- アメリカ民主社会党
- アメリカ合衆国共産党（英語版）
- 現代ホイッグ党（英語版）
- 退役軍人党
- 栄養党
- トランスヒューマニスト党
- カリフォルニア国民党

### 消滅した歴史上の政党

#### 憲法制定以前
- 連邦党 フェデラリスト(連邦派)
- w:Anti-Federalist Party反フェデラリスト(反連邦派)

#### ジャクソン大統領登場以前
- 民主共和党 (アメリカ)、反連邦党、ジェファーソニアン、ジャクソニアン、共和党、とも呼ばれた。
- 連邦党 （w:Hartford convention後に解党）

#### ジャクソニアン・デモクラシーの時期
- 国民共和党 (アメリカ)
- ホイッグ党 (アメリカ)
- 反メイソン党

#### 南北戦争期
- 立憲連合党 (アメリカ)
- 自由土地党
- ノーナッシング党 （正式党名は American Party）
- w:Liberty Party (1840s)

#### 黄金時代（Gilded Age）
- 自由共和党 (アメリカ) w:Liberal Republican Party (United States)
- グリーンバック党 w:Greenback Party
- 人民党 (アメリカ)（国民党）

#### 革新主義時代（Progressive Era）
- 農民労働党
- w:Fusion Party （主に北部）
- 無党派連盟 （政党ではない）w:Nonpartisan League
- 進歩党 (アメリカ 1912) (Bull Moose党を含む)
- 社会民主党 (アメリカ) w:Social Democratic Party (United States)
- アメリカ社会党

#### 大恐慌期
- アメリカ労働党 w:American Labor Party
- 連合党 (アメリカ) w:Union Party (United States)

#### 1940年代
- アメリカ第一党 (1944年) w:America First Party (1944) 現在の w:America First Party (2002)とは異なる
- 州権民主党（ディキシークラット）

#### 20世紀後半
- アメリカ独立党 : 1968年と1972年の大統領選挙におけるジョージ・ウォレス候補の支持勢力
- 市民党 (アメリカ) w:Citizens Party (United States) (1980-1984)
- ミシシッピ自由民主党 w:Mississippi Freedom Democratic Party
- プエルトリコ改革党 w:Puerto Rican Renewal Party （1980年代半ば）
- プエルトリコ社会党 w:Puerto Rican Socialist Party （1970年代から1980年代）
- 新同盟党 (アメリカ) w:New Alliance Party